# Ефект на Оже
Ефектът на Оже е спонтанен процес на излъчване на електрони, описан в рамките и с понятията на атомната физика. При него възбуден атом с електронна ваканция в най-вътрешния електронен слой (K) се възстановява (релаксира) до по-стабилно енергийно състояние като излъчва един или повече електрони. Процесът се наблюдава, когато по някаква причина електрон напусне вътрешен слой и остави празно място. Тогава е възможно електрон от по-високо енергийно ниво да заеме празното място, което води до освобождаване на енергия. Въпреки че най-често тя се освобождава под формата на излъчен рентгенов фотон, възможно е енергията да бъде прехвърлена към друг електрон, който се изхвърля от атома; този втори изхвърлен електрон се нарича Оже електрон.

## История
Процесът на Оже емисия е наблюдаван и публикуван през 1922 г. от австрийско-шведската физичка Лиза Майтнер като страничен ефект в нейните експерименти по търсене на ядрени бета електрони, заедно с британския физик Чарлз Друмонд Елис. Малко след това през 1923 г. френският физик Пиер Виктор Оже независимо открива същия ефект и в по-голямата част от научната общност откритието се приписва на него и получава неговото име.
Пиер Виктор Оже го открива при анализ на експеримент с камера на Уилсън и ефектът става централна част от неговата докторска работа. Той използва високоенергийни рентгенови лъчи за йонизиране на газови частици и наблюдава отделените фотоелектрични електрони. Наблюдението на електронни следи, които са независими от честотата на падащия фотон, предполага механизъм за електронна йонизация, причинена от вътрешно преобразуване на енергия, т.е. безрадиационен преход. По-нататъшно изследване и теоретичната работа, използваща елементарна квантова механика и изчисления на вероятностите за преход, показват, че ефектът е по-скоро безрадиационен, отколкото ефект на вътрешно преобразуване на енергия.

## Описание
При изпускането си кинетичната енергия на Оже електрона съответства на разликата между енергията на първоначалния електронен преход към празното място и енергията на йонизация за електронния слой, от който е изхвърлен електронът на Оже. Тези енергийни нива зависят от вида на атома и химическата среда, в която се е намирал атомът.
Оже електронната спектроскопия е спектроскопски метод, при който чрез бомбардиране на образеца с рентгенови лъчи или високоенергийни електрони се излъчват Оже електрони и се измерва интензитетът им във функция на енергията. Получените спектри могат да се използват за определяне на идентичността на излъчващите атоми и дават известна информация за тяхната среда.
Оже рекомбинацията е подобен ефект, който се среща в полупроводниците. Двойка електрон и електронна дупка могат да рекомбинират, отдавайки енергията си на електрон от ивицата на проводимост, увеличавайки неговата енергия. Обратният ефект е известен като ударна йонизация.
Ефектът на Оже може да повлияе на биологични молекули като ДНК. Например при йонизация на К-обвивката на съставните атоми на ДНК, могат да се изхвърлят Оже електрони, което води до увреждане на нейната захарно-фосфатна основа.